# Shimamaki
Shimamaki (島牧村?) è un villaggio giapponese della prefettura di Hokkaidō.